# Алільне заміщення
Алільне заміщення (англ. allylic substitutions) — перетворення, в якому вхідна група атакує алільну сполуку в іншому місці, ніж те, від якого відщеплюється відхідна група, але не відбувається інших змін сполученості атомів у субстраті. Сюди не відноситься кінезаміщення. Назви утворюються так же, як і для унівалентних і мультивалентних заміщень, тільки з доданням відділеної знаком «/» арабської цифри, яка вказує на місце вхідної групи відносно відхідної, що приймається за 1/.
Приклади й назви:
- а) 3/гідрокси-де-бромування (в мовленні/письмі), 3/гідрокси-де-бромо-заміщення (в індексуванні).

CH2=CH–CHМе–Br → НО–CH2–CH=CHМе
- б) 3/гідро-де-О-терт-бутилювання (в мовленні/письмі), 3/C-гідро-де-О-терт-бутил-заміщення (в індексуванні)

CH2=CH–О–СМе3 → CH3–CH=О
- в) 5/хлоро-де-бромування (в мовленні/письмі), 5/хлоро-де-бромо-заміщення (в індексуванні)